# Oued lakhdar
Oued lakhdar (em árabe: وادى الشولى) é uma cidade e comuna localizada na província de Tremecém, no noroeste da Argélia. Em 2008, sua população era de 5 262 habitantes.